# Brennan Evans
Brennan Evans (* 16. Januar 1982 in Camrose, Alberta) ist ein ehemaliger kanadischer Eishockeyspieler, der im Verlauf seiner aktiven Karriere zwischen 1999 und 2016 unter anderem 935 Spiele in der American Hockey League (AHL) auf der Position des Verteidigers bestritten hat. Den Großteil davon absolvierte er für die Grand Rapids Griffins, mit denen er im Jahr 2013 den Calder Cup gewann, sowie die Lowell Lock Monsters, Worcester Sharks und Peoria Rivermen. Zudem stand Evans in weiteren zwei Partien für die Calgary Flames in der National Hockey League (NHL) auf dem Eis.

## Karriere

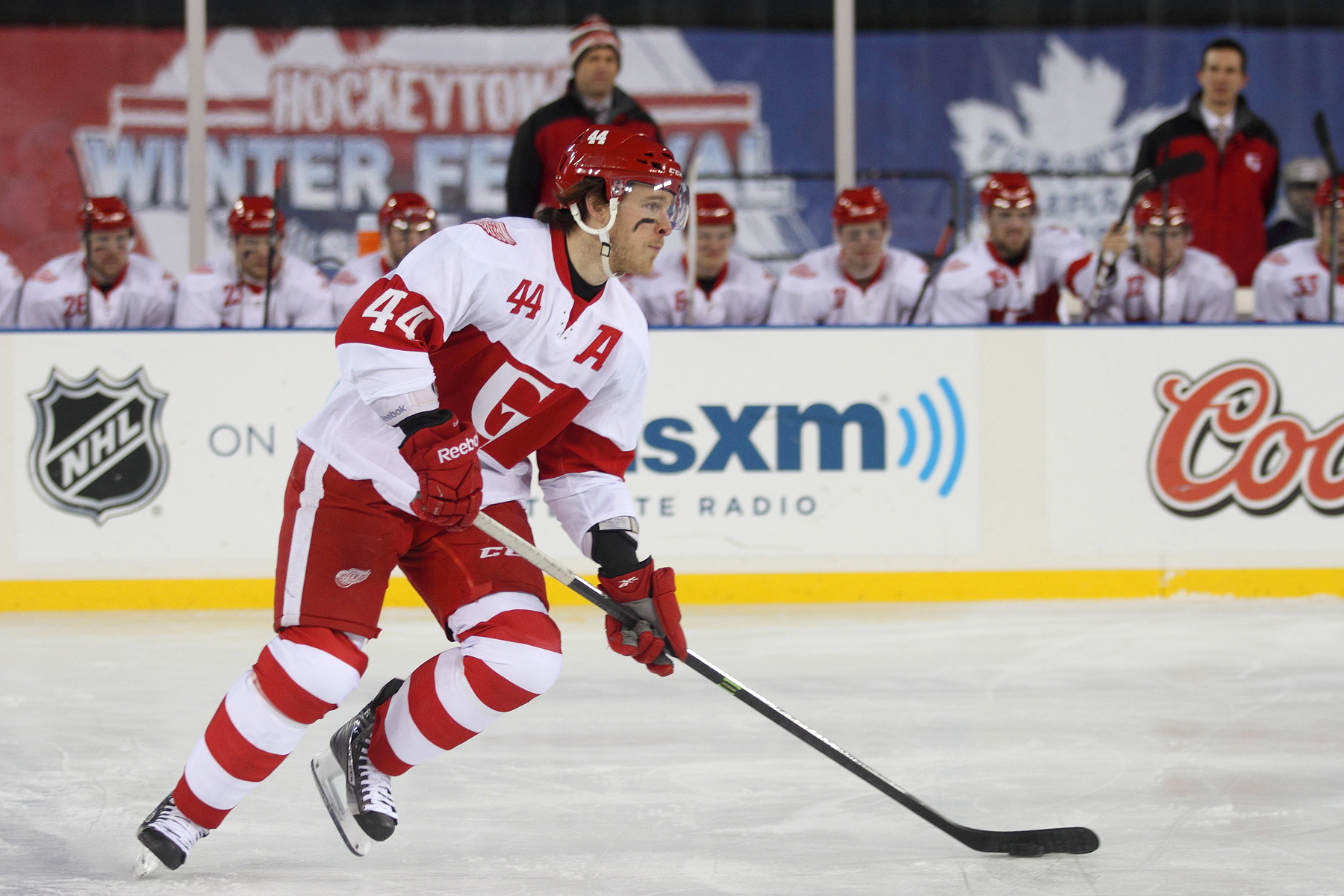
Evans beim AHL Outdoor Classic 2013

Nachdem Evans zwischen 1996 und 1999 in unterklassigen kanadischen Juniorenligen seine Karriere begonnen hatte, nahmen ihn zum Ende der Saison 1998/99 die Seattle Thunderbirds aus der Western Hockey League (WHL) unter Vertrag. Er kam in den Playoffs zu lediglich einem Einsatz, gehörte aber in den folgenden beiden Spielzeiten zum Stammpersonal. Da das Management insgesamt aber mit den Leistungen des Verteidigers nicht zufrieden war, gab das Franchise ihn kurz nach Beginn der Spielzeit 2000/01 innerhalb der Liga zu den Kootenay Ice ab. Dort steigerten sich Evans Leistungen auch im Offensivbereich. Im darauffolgenden Spieljahr sicherte sich der Kanadier mit den Ice sowohl den President’s Cup der WHL als auch den Memorial Cup der gesamten Canadian Hockey League (CHL). Dadurch gestärkt ging Evans in der Saison 2002/03 in sein letztes Spieljahr als Juniorenspieler, die er mit einer Karrierebestmarke von 23 Scorerpunkten beendete.
Ungedraftet nahmen ihn vor der Saison 2003/04 die Calgary Flames aus der National Hockey League (NHL) unter Vertrag. Sie setzten ihn zunächst in ihrem Farmteam in der American Hockey League (AHL) bei den Lowell Lock Monsters ein. In den Stanley-Cup-Playoffs 2004, in deren Verlauf die Flames bis ins Finale um den Stanley Cup vordrangen, kam Evans zu seinen beiden einzigen NHL-Einsätzen. Aufgrund des Lockouts der NHL-Saison 2004/05 verbrachte er die Spielzeit erneut in der AHL bei den Lock Monsters. Zur Saison 2005/06 wechselte er innerhalb der Liga zu den Binghamton Senators, ehe er als Free Agent einen Vertrag bei den neu gegründeten Worcester Sharks unterzeichnete. Dort spielte Evans eine solide Spielzeit, in deren Verlauf er mit 16 Scorerpunkten eine persönliche Bestmarke aufstellte. Als Lohn erhielt er im Sommer 2007 einen NHL-Kontrakt bei den San Jose Sharks, spielte aber das gesamte Jahr weiter in Worcester. Nach der Spielzeit verpflichteten ihn die Anaheim Ducks für zwei Jahre. Diese setzten ihn ausschließlich im Farmteam bei den Iowa Chops ein. Nach dem Ausschluss der Chops aus der American Hockey League wurde Evans für die folgende Saison an die Toronto Marlies abgegeben. Auch in Toronto war er als Stammspieler gesetzt und verbrachte wie im Vorjahr rund 200 Minuten auf der Strafbank.
Im Juli 2010 unterschrieb er einen Kontrakt bei den St. Louis Blues. Erneut blieb dem Verteidiger ein Einsatz in der NHL während der regulären Saison verwehrt, während er bei den Peoria Rivermen regelmäßig zum Einsatz kam. Im Juli 2012 wurde der Kanadier von den Grand Rapids Griffins verpflichtet. Nach drei Jahren und einem Calder-Cup-Gewinn mit den Griffins wechselte er im August 2015 zu den Texas Stars und unterzeichnete dort einen Einjahresvertrag. Nachdem er diesen erfüllt hatte, beendete er im Sommer 2016 im Alter von 34 Jahren seine aktive Karriere.

## Erfolge und Auszeichnungen
- 2002 President’s-Cup-Gewinn mit den Kootenay Ice
- 2002 Memorial-Cup-Gewinn mit den Kootenay Ice
- 2013 Calder-Cup-Gewinn mit den Grand Rapids Griffins

## Karrierestatistik
(Legende zur Spielerstatistik: Sp oder GP = absolvierte Spiele; T oder G = erzielte Tore; V oder A = erzielte Assists; Pkt oder Pts = erzielte Scorerpunkte; SM oder PIM = erhaltene Strafminuten; +/− = Plus/Minus-Bilanz; PP = erzielte Überzahltore; SH = erzielte Unterzahltore; GW = erzielte Siegtore; 1 Play-downs/Relegation; Kursiv: Statistik nicht vollständig)